# Penthesilea

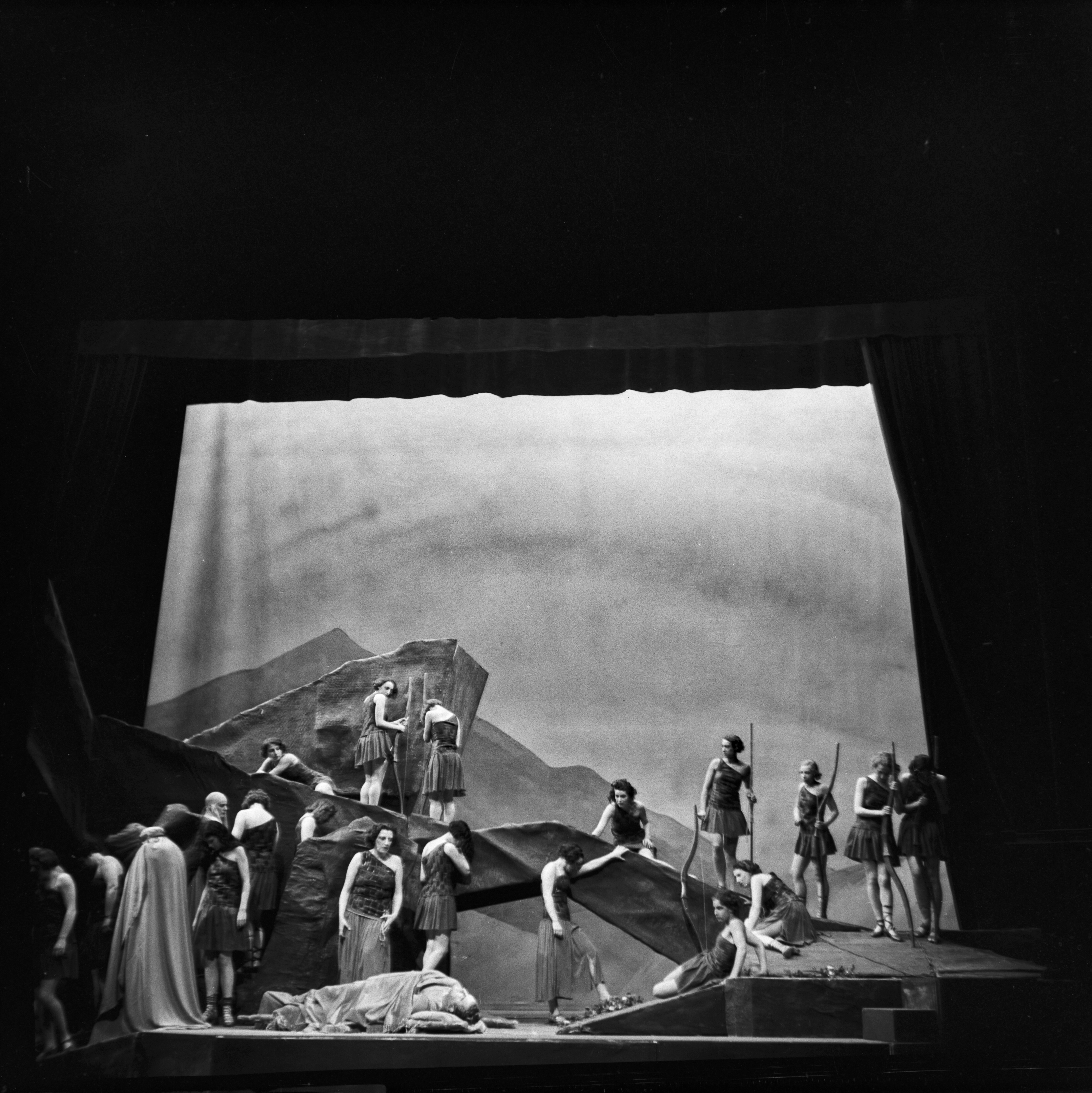
Representació de l'òpera l'any 1936.

Penthesilea és una òpera en un acte amb música i llibret d'Othmar Schoeck, basat en la peça homònima de Heinrich von Kleist. Es va estrenar el 8 de gener de 1927 en la Staatsoper de Dresden.
És una òpera que no ha estat mai gaire popular, però en l'actualitat ha sigut representada diverses vegades a Basilea, Dresden, Lubeca, Frankfurt i Bonn entre 2007 i 2017.

## Personatges
| Personatge        | Tessitura    | Repartiment de l'estrena, 8 de gener de 1927 (Director: Hermann Ludwig Kutzschbach) |
| ----------------- | ------------ | ----------------------------------------------------------------------------------- |
| Penthesilea       | soprano      | Irma Tervani                                                                        |
| Meroe             | soprano      | Eugenie Burckhardt                                                                  |
| Gran sacerdotessa | mezzosoprano | Elfriede Haberkorn                                                                  |
| Proteo            | soprano      | Maria Rösler-Keuschnigg                                                             |
| Diomedes          | tenor        | Ludwig Eybisch                                                                      |
| Aquil·les         | baix         | Friedrich Plaschke                                                                  |
| Herald            | baríton      | Paul Schöffler                                                                      |

## Argument
La història tracta sobre el tràgic amor de Pentesilea, reina de les amazones, i Aquil·les.
Aquil·les ha derrotat la reina Amazona Pentesilea en la batalla, però s'enamora d'ella. Després que Pentesilea s'hagi recuperat, Aquil·les li fa creure que ella el va derrotar, perquè la llei de les amazones estipula que una guerrera només pot unir-se a un home a qui ha derrotat. Amb aquesta idea, Pentesilea correspon l'amor d'Aquil·les. Tanmateix, finalment s'assabenta de la veritat, que de fet la va derrotar en la batalla, i l'amor per ell esdevé odi. Aquil·les llavors li ofereix un segon desafiament, però pretén anar desarmat i deixar-la guanyar. En la seva ira, ella s'enfronta al repte, i en el duel, el mata salvatgement.